# Mark Phillips

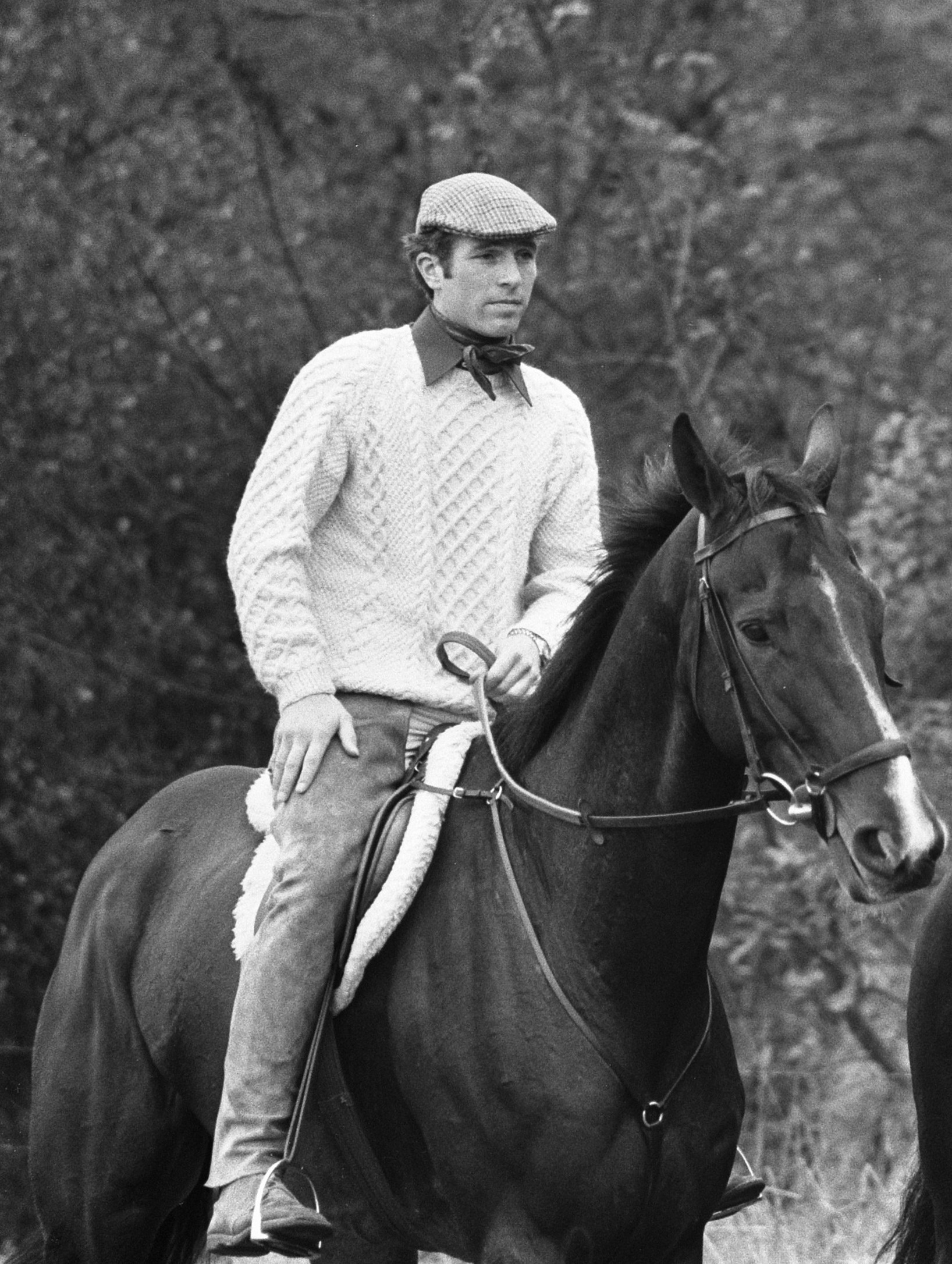
Mark Phillips in 1973

Mark Antony Peter Phillips (Tetbury (Gloucestershire), 22 september 1948) is vooral bekend door de gouden medaille die hij won op de Olympische Spelen en door zijn huwelijk met prinses Anne van het Verenigd Koninkrijk, de dochter van koningin Elizabeth II van het Verenigd Koninkrijk.

## Relatie
In 1972 nam Mark Phillips deel aan de Olympische Spelen in München, waar hij een gouden medaille haalde op het onderdeel paardensport/military, thans eventing geheten. Tijdens deze activiteiten ontmoette hij prinses Anne, met wie hij een jaar later op 14 november zou trouwen in de Westminster Abbey. Uit dit huwelijk werden twee kinderen geboren: Peter (1977) en Zara (1981).
In augustus 1989 kondigde het paar echtscheiding aan, die in april 1992 werd uitgesproken. Datzelfde jaar nog, op 12 december, hertrouwde Anne met Tim Laurence. Phillips hertrouwde op 1 februari 1997 en kreeg een dochter. Medio 2012 werd bekend dat Phillips ging scheiden.

## Galerij

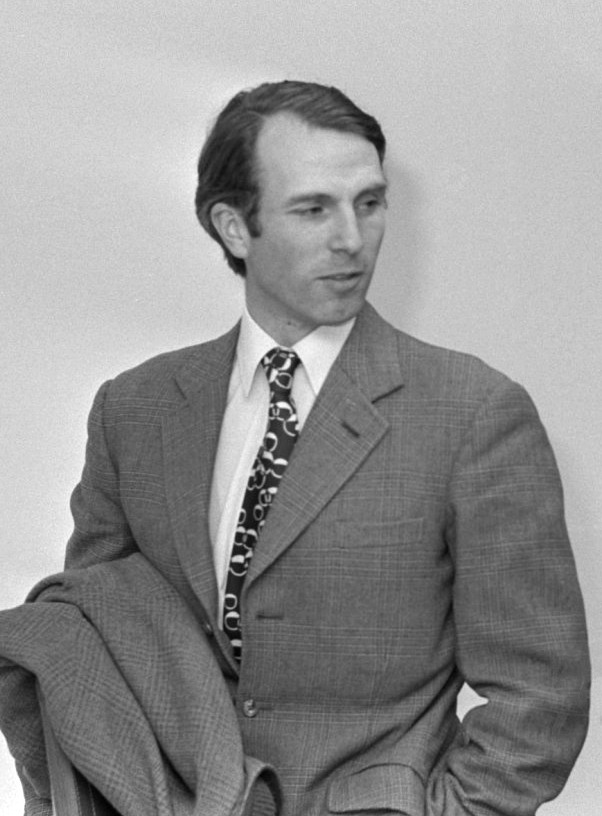
Mark Phillips in 1977
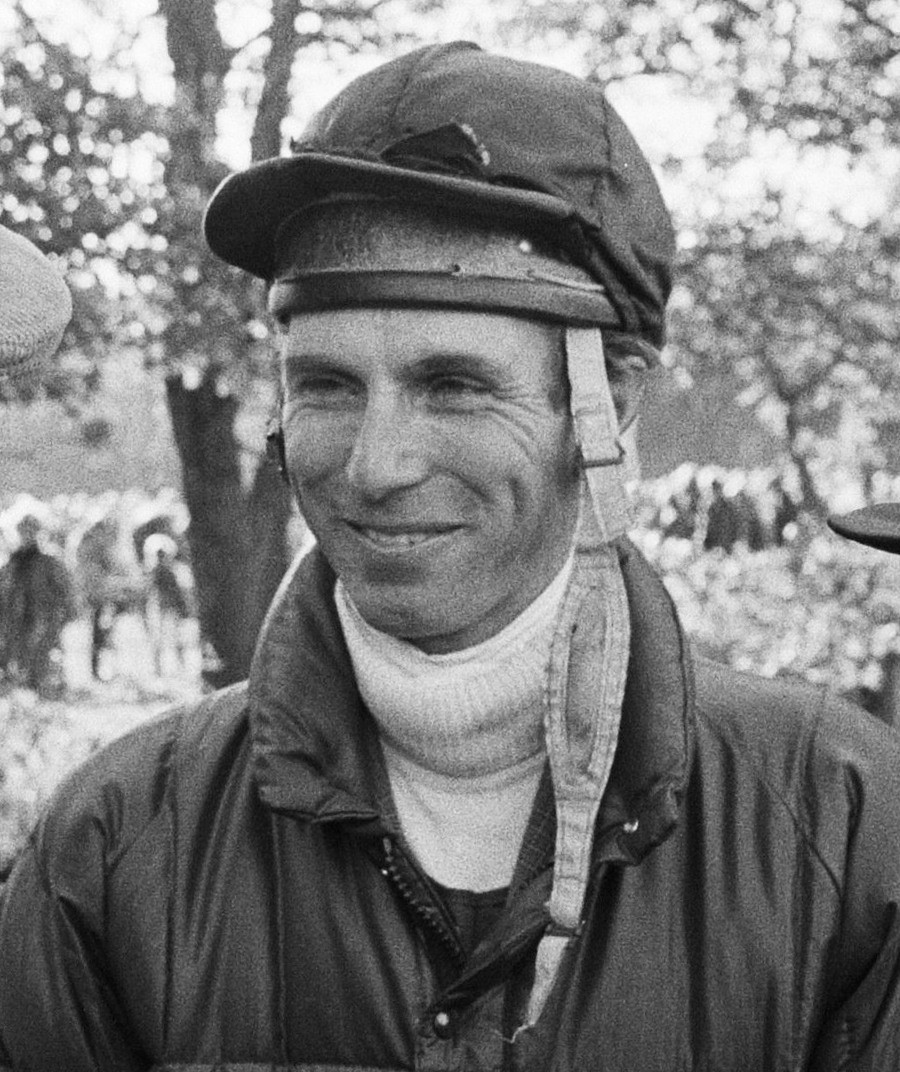
Mark Phillips in 1980

1912: Nordlander, Adlercreutz, Casparsson,  Horn af Åminne ·
1920: Mörner, Lundström, von Braun,  Dyrsch ·
1924: Van der Voort van Zijp, Pahud de Mortanges, De Kruijff,  Colenbrander ·
1928: Pahud de Mortanges, De Kruijff, Van der Voort van Zijp ·
1932: Thomson, Chamberlin, Argo ·
1936: Stubbendorf, Lippert, von Wangenheim ·
1948: Henry, Anderson, Thomson ·
1952: von Blixen-Finecke, Stahre, Frölén ·
1956: Weldon, Rook, Hill ·
1960: Morgan, Lavis, Roycroft ·
1964: Checcoli, Angioni, Ravano ·
1968: Allhusen, Meade, Jones ·
1972: Meade, Gordon-Watson, Parker, Phillips ·
1976: Coffin, Plumb, Davidson, Tauskey ·
1980: Blinov, Salnikov, Volkov, Rogosjin ·
1984: Plumb, Stives, Fleischmann, Davidson ·
1988: Erhorn, Baumann, Kaspareit, Ehrenbrink ·
1992: Green, Rolton, Hoy, Ryan ·
1996: Schaeffer, Rolton, Hoy, Dutton ·
2000: Dutton, Hoy, Tinney, Ryan ·
2004: Boiteau, Lyard, Courrèges, Teulère, Touzaint ·
2008: Thomsen, Ostholt, Dibowski, Klimke, Romeike ·
2012: Auffarth, Jung, Klimke, Schrade, Thomsen ·
2016: Laghouag, Lemoine, Nicolas, Vallette ·
2020: Collett, McEwen, Townend ·
2024: Canter, Collett, McEwen
- Biblioteca Nacional de España: XX1023827
- Gemeinsame Normdatei: 118593986
- International Standard Name Identifier: 0000 0000 7822 171X
- Library of Congress Control Number: n86141305
- SNAC: w6qz3spm
- Virtual International Authority File: 18014608
- WorldCat: E39PBJdcw98fcpbJHtrt4RCG73